# تام بوکان
تام بوکان (انگلیسی: Tom Buchan؛ سپتامبر ۱۸۸۹ – ۱۹۵۲ (۶۲−۶۳ سال)) بازیکن فوتبال اهل بریتانیا بود.
از باشگاه‌هایی که در آن بازی کرده‌است می‌توان به باشگاه فوتبال ترانمره راورز، باشگاه فوتبال بولتون واندررز، باشگاه فوتبال آترتون کولیریس، باشگاه فوتبال بلکپول، و باشگاه فوتبال ساندرلند اشاره کرد.